# نگاشت پوانکاره

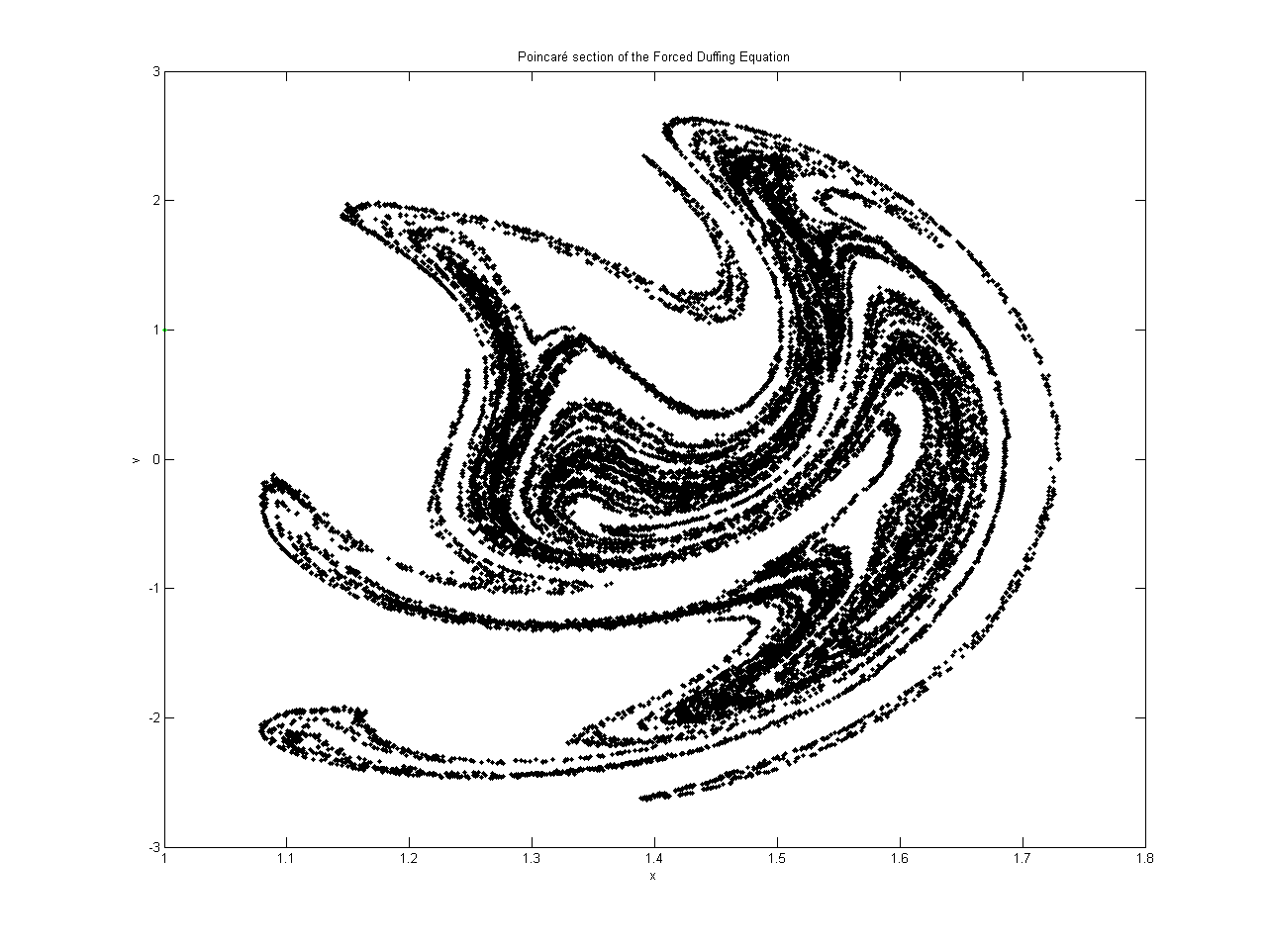
یک بخش دو بعدی پوانکاره از معادله دافینگ اجباری

در ریاضیات، به ویژه در سیستم‌های دینامیکی، نگاشت اولین بازگشت یا نگاشت پوانکاره، به نام آنری پوانکره، محل تلاقی یک مدار متناوب در فضای حالت یک سیستم دینامیکی پیوسته با یک زیرفضای بُعد-پایین‌تر معین، که بخش پوانکاره نامیده می‌شود، تراگری برای جریان سیستم است. به‌طور دقیق‌تر، می‌توان یک مدار متناوب را با شرایط اولیه درون بخشی از فضا در نظر گرفت، که پس از آن بخش را ترک می‌کند و نقطه‌ای را که این مدار برای اولین بار به بخش برمی‌گردد، مشاهده می‌کند. سپس یک نگاشت ایجاد می‌کند تا اولین نقطه را به نقطه دوم بفرستد، از این رو نام آن نگاشت اولین بازگشت است. تراگری بخش پوانکاره بدین معناست که مدارهای متناوب که از زیرفضای جریان شروع می‌شوند از آن عبور می‌کنند و نه موازی با آن.
نگاشت پوانکاره را می‌توان به عنوان یک سیستم گسسته‌ی پویا با فضای حالت تعبیر کرد که یک بعد کوچک‌تر از سیستم دینامیکی پیوسته اصلی است. از آنجا که بسیاری از خصوصیات مدارهای متناوب و شبه‌متناوب سیستم اصلی را حفظ می‌کند و فضای حالت بعدی کمتری دارد، اغلب برای تجزیه و تحلیل سیستم اصلی به روشی ساده‌تر استفاده می‌شود. در عمل این همیشه امکان‌پذیر نیست زیرا هیچ روش کلی برای ساختن نگاشت پوانکاره وجود ندارد.
یک نگاشت پوانکاره از یک طرح بازگشتی در آن فضا متفاوت است و زمان تعیین نمی‌کند که چه وقت یک نقطه ترسیم شود. به عنوان مثال، مکان ماه در اوج و حضیض زمین یک طرح بازگشتی است. مکان ماه هنگام عبور از صفحه عمود بر مدار زمین و عبور از خورشید و زمین در اوج و حضیض، یک نگاشت پوانکاره است که توسط میشل هنون برای مطالعه حرکت ستاره‌ها در کهکشان استفاده شد، زیرا مسیر ستاره ای که به یک صفحه تصویر می‌شود مانند یک نابسامانی درهم‌پیچیده به نظر می‌رسد، در حالی که نگاشت پوانکاره ساختار را با وضوح بیشتری نشان می‌دهد.

## تعریف

در بخش پوانکاره S، نگاشت پوانکاره P نقطه x را روی نقطه تصویر می‌کند.

اگر (R , M، φ) یک سیستم دینامیکی عمومی، با R اعداد حقیقی، M فضای فاز و φ تابع تکامل باشد. اگر γ یک مدار متناوب از میان یک نقطه p و S یک بخش محلی و تراگری مشتق‌پذیر از φ گذرانده از p باشد، به آن بخش پوانکاره گذرانده از p می‌گویند.
با توجه به همسایگی باز و همبند {\displaystyle U\subset S} از p، یک تابع
{\displaystyle P:U\to S}
برای مدار γ بر بخش پوانکاره S گذرانده ار نقطه p نگاشت پوانکاره گفته می‌شود.
- P(p) = p
- (P(U همسایگی p و {\displaystyle P:U\longrightarrow P(U)} یک وابرریختی است
- برای هر نقطه x در U، نیم-مدار مثبت x برای اولین بار در P (x) S را قطع می‌کند